# Gran Premi de Bahrain del 2009

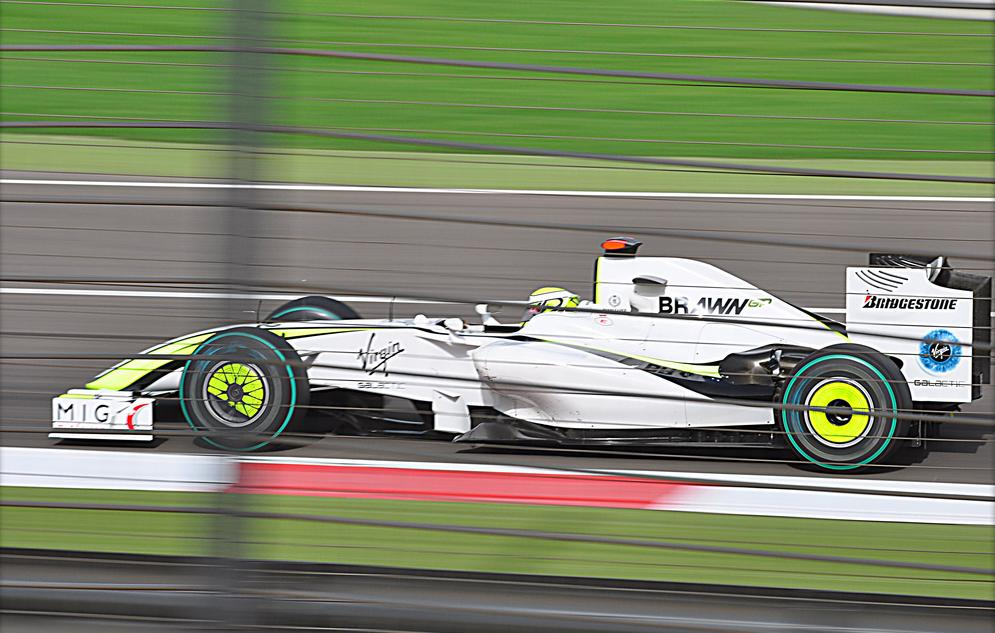
Imatge de Jenson Button, guanyador de la cursa.

El Gran Premi de Bahrain de Fórmula 1 de la Temporada 2009 es va disputar al circuit de Sakhir, el 26 d'abril del 2009.

## Qualificacions del dissabte
Temps dels pilots en els entrenaments oficials de dissabte.
| Pos | N. | Nom                  | Equip                | Q1       | Q2       | Q3       | Graella |
| --- | -- | -------------------- | -------------------- | -------- | -------- | -------- | ------- |
| 1   | 9  | Jarno Trulli         | Toyota               | 1:32.799 | 1:32.671 | 1:33.431 | 1       |
| 2   | 10 | Timo Glock           | Toyota               | 1:33.165 | 1:32.613 | 1:33.712 | 2       |
| 3   | 15 | Sebastian Vettel     | Red Bull-Renault     | 1:32.680 | 1:32.474 | 1:34.015 | 3       |
| 4   | 22 | Jenson Button        | Brawn-Mercedes       | 1:32.978 | 1:32.842 | 1:34.044 | 4       |
| 5   | 1‡ | Lewis Hamilton       | McLaren-Mercedes     | 1:32.851 | 1:32.877 | 1:34.196 | 5       |
| 6   | 23 | Rubens Barrichello   | Brawn-Mercedes       | 1:33.116 | 1:32.842 | 1:34.239 | 6       |
| 7   | 7‡ | Fernando Alonso      | Renault              | 1:33.627 | 1:32.860 | 1:34.578 | 7       |
| 8   | 3‡ | Felipe Massa         | Ferrari              | 1:33.297 | 1:33.014 | 1:34.818 | 8       |
| 9   | 16 | Nico Rosberg         | Williams-Toyota      | 1:33.672 | 1:33.166 | 1:35.134 | 9       |
| 10  | 4‡ | Kimi Räikkönen       | Ferrari              | 1:33.117 | 1:32.827 | 1:35.380 | 10      |
| 11  | 2‡ | Heikki Kovalainen    | McLaren-Mercedes     | 1:33.479 | 1:33.242 |          | 11      |
| 12  | 17 | Kazuki Nakajima      | Williams-Toyota      | 1:33.221 | 1:33.348 |          | 12      |
| 13  | 5‡ | Robert Kubica        | BMW Sauber           | 1:33.495 | 1:33.487 |          | 13      |
| 14  | 6‡ | Nick Heidfeld        | BMW Sauber           | 1:33.377 | 1:33.562 |          | 14      |
| 15  | 8‡ | Nelson Piquet Jr.    | Renault              | 1:33.608 | 1:33.941 |          | 15      |
| 16  | 20 | Adrian Sutil         | Force India-Mercedes | 1:33.722 |          |          | 19¹     |
| 17  | 12 | Sébastien Buemi      | Toro Rosso-Ferrari   | 1:33.753 |          |          | 16      |
| 18  | 21 | Giancarlo Fisichella | Force India-Mercedes | 1:33.910 |          |          | 17      |
| 19  | 14 | Mark Webber          | Red Bull-Renault     | 1:34.038 |          |          | 18      |
| 20  | 11 | Sébastien Bourdais   | Toro Rosso-Ferrari   | 1:34.159 |          |          | 20      |

"‡" indica que el cotxe munta el kers

### Sancions
- Nota 1: Adrian Sutil va ser penalitzat amb una pèrdua de 3 posicions a la graella perquè va entorpir Mark Webber.[2]

## Resultats de la cursa
| Pos. | N. | Pilot                | Equip                  | Voltes | Temps/ Retir.    | Pos. de sort. | Punts |
| ---- | -- | -------------------- | ---------------------- | ------ | ---------------- | ------------- | ----- |
| 1    | 22 | Jenson Button        | Brawn - Mercedes       | 57     | 1h 31' 48. 182   | 4             | 10    |
| 2    | 15 | Sebastian Vettel     | Red Bull - Renault     | 57     | + 7.187 s        | 3             | 8     |
| 3    | 9  | Jarno Trulli         | Toyota                 | 57     | + 9.170 s        | 1             | 6     |
| 4    | 1‡ | Lewis Hamilton       | McLaren - Mercedes     | 57     | + 22.096 s       | 5             | 5     |
| 5    | 23 | Rubens Barrichello   | Brawn - Mercedes       | 57     | + 37.779 s       | 6             | 4     |
| 6    | 4‡ | Kimi Räikkönen       | Ferrari                | 57     | + 42.057 s       | 10            | 3     |
| 7    | 10 | Timo Glock           | Toyota                 | 57     | + 42.880 s       | 2             | 2     |
| 8    | 7‡ | Fernando Alonso      | Renault                | 57     | + 52.775 s       | 7             | 1     |
| 9    | 16 | Nico Rosberg         | Williams - Toyota      | 57     | + 58.198 s       | 9             |       |
| 10   | 8‡ | Nelson Piquet Jr.    | Renault                | 57     | + 1' 05.149 min. | 15            |       |
| 11   | 14 | Mark Webber          | Red Bull - Renault     | 57     | + 1' 07.641 min. | 18            |       |
| 12   | 2‡ | Heikki Kovalainen    | McLaren - Mercedes     | 57     | + 1' 17.824 min. | 11            |       |
| 13   | 11 | Sébastien Bourdais   | Toro Rosso - Ferrari   | 57     | + 1' 18.805 min. | 20            |       |
| 14   | 3‡ | Felipe Massa         | Ferrari                | 56     | + 1 Volta        | 8             |       |
| 15   | 21 | Giancarlo Fisichella | Force India - Mercedes | 56     | + 1 Volta        | 17            |       |
| 16   | 20 | Adrian Sutil         | Force India - Mercedes | 56     | + 1 Volta        | 19            |       |
| 17   | 12 | Sebastien Buemi      | Toro Rosso - Ferrari   | 56     | + 1 Volta        | 16            |       |
| 18   | 5‡ | Robert Kubica        | BMW Sauber             | 56     | + 1 Volta        | 13            |       |
| 19   | 6‡ | Nick Heidfeld        | BMW Sauber             | 56     | + 1 Volta        | 14            |       |
| Ret  | 17 | Kazuki Nakajima      | Williams - Toyota      | 48     | Pressió de l'oli | 12            |       |

"‡" indica que el cotxe munta el kers

## Altres
- Pole: Jarno Trulli 1' 33. 431

- Volta ràpida: Jarno Trulli 1' 33. 556 (a la volta 10)